# Julie Clary

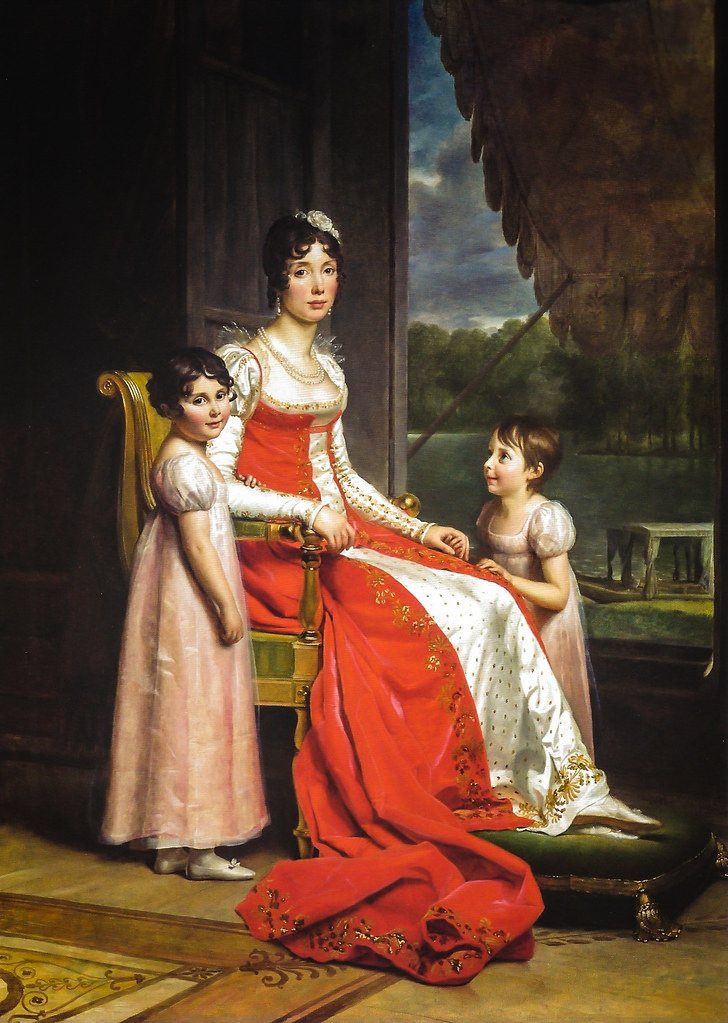
Julie Clary mit ihren Töchtern

Allianzwappen Julies als Königin von Neapel

Marie-Julie Bonaparte geb. Clary (* 26. Dezember 1771 in Marseille; † 7. April 1845 in Florenz) war als Ehefrau von Joseph Bonaparte Königin von Neapel-Sizilien von 1806 bis 1808 sowie Königin von Spanien von 1808 bis 1813.

## Frühe Lebensjahre
Julie Clary wurde als Tochter von François Clary (*24. Feb 1725; † 20 Jan 1794), einem wohlhabenden Seidenfabrikanten und -händler irischer Abstammung aus Marseille, und dessen zweiter Gattin Françoise Rose Somis (* 23. März 1760; † 6. Juni 1823, Paris) geboren. Die Mutter war eine Tochter des Joseph-Ignace Somis († 1750), Ingenieur im Hafen von Marseille. Die Eheschließung der Eltern fand am 26. Juni 1759 statt.

## Hochzeit
Am 14. Thermidor des Jahres II (1. August 1794) heiratete sie in Cuges-les-Pins bei Marseille den im Frühjahr 1793 aus Korsika geflohenen Anwalt Joseph Bonaparte, den älteren Bruder Napoleon Bonapartes, welcher damals noch ein junger Offizier war. Laut der Historikerin Gertrude Aretz war Julie "weder schön noch anziehend. Die kleine, unentwickelte Gestalt, das viel zu kurze Gesicht mit der lederartigen ungesunden Haut gaben ihr den Anschein einer kränklichen Person. Dazu hatte sie eine sehr unförmige Nase und große runde Augen, die ungewöhnlich hervortraten". Die Hochzeit erfolgte von Seiten Josephs nicht zuletzt aufgrund der hohen Mitgift Julies.
Sie begleitete ihren Ehemann nach Italien, als er 1797 Botschafter in Rom wurde, und ließ sich 1804 mit ihm in Paris nieder.
Als sich ihr Schwager Napoleon 1804 zum Kaiser ernannte, ernannte er seinen Bruder Joseph zum Kaiserprinzen und machte Julie zur Kaiserprinzessin. Bei der Krönung des Kaiserpaares im selben Jahr wurde Julie die Aufgabe übertragen, zusammen mit ihren Schwägerinnen den Gefolge der Kaiserin zu tragen.

## Königin von Neapel
Im Jahr 1806 wurde Joseph Bonaparte zum König von Neapel ernannt und Julie somit zur Königin. Sie schloss sich Joseph im April 1808 in Neapel an, als Napoleon sie dorthin schickte, um ihn zu unterstützen, da er zu diesem Zeitpunkt mit einer Rebellion konfrontiert war. Als sie abreisten, waren die Neapolitaner überzeugt, dass sie viele Wertgegenstände mitgenommen hatten, und kommentierten:
"Der König kam wie ein Herrscher und ging wie ein Räuber. Die Königin kam in Lumpen und ging wie eine Herrscherin."
Doch am 15. Juli 1808 erhielt Joachim Murat den Thron von Neapel und löste am 6. September 1808 Joseph ab, der zum König von Spanien ernannt wurde. Julie Bonaparte war die erste Königin Spaniens, die nicht von königlicher Abstammung war. Obwohl Julie sich Berichten zufolge der Hofetikette und der „königlichen Förmlichkeit“ entsprechend benehmen konnte, zog sie es vor, ein privates Leben im Kreise ihrer Familie und Verwandten in ihrem Schloss in Mortefontaine, Oise (das sie im Jahr 1800 gekauft hatte) zu führen, fernab vom Hof und fernab von ihrem ehebrecherischen Ehemann. wo sie über die ehebrecherischen Beziehungen ihres Mannes mit Teresa de Montalvo, Gräfinwitwe von Jaruco, und María del Pilar Acedo y Sarriá, Marquise von Montehermoso, auf dem Laufenden gehalten wurde.
In Frankreich galt sie als Repräsentantin Josephs und seines Königreichs und wurde am französischen Kaiserhof Napoleons feierlich als Königin Spaniens behandelt. Sie fungierte effektiv als Botschafterin und Informantin Josephs und führte einen politischen Briefwechsel mit ihm über Napoleons Pläne für Spanien. Sie warnte Joseph, dass er die notwendigen Vorkehrungen treffen sollte, um Spanien, seine Einheit, seine Finanzen und seine Armee selbst zu kontrollieren, da Napoleon Spanien niemals zu unabhängig werden lassen würde. In Spanien wurde sie als „Reina ausente“ („Die abwesende Königin“) bezeichnet.

## Der Sturz Napoleons
Napoleons Armee wurde am 21. Juni 1813 in der Schlacht von Vitoria besiegt. Während des Krieges gewährte Julie ihrer Schwester Desirée Clary, die durch ihre Heirat mit dem Kronprinzen von Schweden de facto eine feindliche Staatsbürgerin war, sowie ihrer Schwägerin Catharina von Württemberg in ihrem Haus in Mortefontaine Zuflucht, und als die alliierten Truppen 1814 Paris einnahmen, suchte Julie selbst Zuflucht im Haus ihrer Schwester Desirée in Paris. Nach der Abdankung Napoleons im Jahr 1814 kaufte Julie das Schloss Prangins in der Schweiz, in der Nähe des Genfersees.
Im Jahr 1816 wollte ihre Schwester Desiree, die Kronprinzessin von Schweden, Julie bei ihrer Rückkehr nach Schweden mitnehmen. Ihr Ehemann, der Kronprinz, hielt dies jedoch für unklug, da Julie ein Mitglied der Familie Bonaparte war und ihre Anwesenheit als Zeichen dafür verstanden werden konnte, dass er auf der Seite des abgesetzten Napoleon stand. Aus diesem Vorhaben wurde letztlich nichts.
Während der Hundert Tage im Jahr 1815 war Julie unter denen, die Napoleon im Pariser Palast begrüßten; sie war zusammen mit seiner ehemaligen Stieftochter Hortense in eine kaiserliche Hofrobe gekleidet.
Nach der Schlacht bei Waterloo und dem zweiten Sturz Napoleons im Jahr 1815 wurden die Mitglieder der Familie Bonaparte ins Exil geschickt. Mit dem Erlös aus dem Verkauf spanischer Gemälde aus geplünderten Palästen, Schlössern, Klöstern und Rathäusern Madrids kaufte Joseph ein Anwesen namens „Point Breeze “ in Bordentown, New Jersey in der Nähe des Delaware River. Um inkognito zu bleiben, nahm er den Titel eines Grafen von Survilliers an, nach einem kleinen Eigentum, das er in der Nähe von Paris besaß. Julie selbst folgte ihm jedoch nicht, sondern ging mit ihren Töchtern nach Frankfurt, wo sie sechs Jahre lang, getrennt von ihrem französisch-amerikanischen Ehemann, blieb.
Joseph Bonaparte blieb bis 1832 in den Vereinigten Staaten, bevor er wieder nach Europa zurückkehrte. Später zog sie nach Brüssel und dann nach Florenz in den Palazzo della Serristori. Obwohl sie von 1832 bis 1844 die Frau des kaiserlichen Thronprätendents von Frankreich war, unternahm sie keinen Versuch, die Bindung zum französischen Volk wiederherzustellen. Während dieser Zeit verlor sie den Kontakt zu ihrer Schwester Désirée, die sich als Königin in Schweden niedergelassen hatte.
Im Jahr 1840 folgte Joseph ihr nach Florenz. Trotz seines Ehebruchs sprach sie angeblich von ihm als „ihrem geliebten Ehemann“. Er starb am 28. Juli 1844, im Alter von sechsundsiebzig Jahren. Julie starb acht Monate später am 7. April 1845, im Alter von dreiundsiebzig Jahren. Sie wurde neben Joseph in der Basilika Santa Croce in Florenz begraben.
Im Jahr 1862 brachte der selbsternannte französische Kaiser Napoleon III. die sterblichen Überreste von Joseph Bonaparte nach Frankreich zurück und ließ sie neben seinem jüngeren Bruder, Kaiser Napoleon I. im Invalidendom begraben. Julies sterbliche Überreste befinden sich noch heute in der Basilika Santa Croce in Florenz neben denen ihrer Tochter Charlotte, die am 3. März 1839 im Alter von 36 Jahren im italienischen Lucca  starb. Berichten zufolge starb Charlotte bei der Geburt ihres Kindes.

## Nachkommen
Durch ihre Ehe mit Joseph wurde sie 1806 Königin von Neapel und Sizilien und 1808 bis 1813 Königin von Spanien. Aus der Ehe gingen drei Töchter hervor:
- Julie Joséphine Bonaparte (* 29. Februar 1796 in Genua; † 6. Juni 1797 ebenda)
- Zénaïde Laetitia Julie Bonaparte (* 8. Juli 1801 in Paris; † 8. August 1854 in Neapel[26]);  ⚭ am 29. Juni 1822: Charles Lucien Bonaparte, einem Sohn von Napoleons Bruder Lucien
- Charlotte Napoléone Bonaparte (* 31. Oktober 1802 in Paris; † 2. März 1839 in Sarzana[27]);  ⚭ am 23. Juli 1826: Napoléon Louis Charles, einem Sohn von Napoleons Bruder Louis. König der Niederlande im Jahr 1810.

## Geschwister (Auszüge)

### Mutter Thérèse Gabrielle Fléchon
(1732–1758)
- François-Joseph (1752–1753)[30][31][32]
- Marie Jeanne (1754–1815)[33][31] ⚭1 (1775) Louis Honoré Lejeans (oder Le Jeans) (1734–1794)[34], ⚭2 (1795) Joseph Gaspard Emmanuel Mathieu Pezenas (1754–1841)[35]
- Marie Thérèse Caroline (1755–1818)[36] ⚭ (1781) Guillaume Lazare Lejeans (oder Le Jeans) (1738–1803)[37]
- Etienne François Clary (* 8. August 1757 in Marseille; † 25. März 1823 ebenda)[38]. Er heiratete in Saint-Loup, Marseille die Hofdame von Letizia Bonaparte Catherine Marguerite Marcelle Guey[39] (* 16. Januar 1764 in La Ciotat; † 19. September 1804 in Rom).

### Mutter Françoise Rose Somis
- Nicolas-Joseph Clary, Comte und Pair. ⚭ (9. Okt 1781) Malcy Anne Jeanne Rouyer (* 15. Juni 1790; † 29. August 1820)[40].[41]
- Joseph-Honoré (1762–1764)[42][31]
- Marie Ann Rose (1764–1835)[43][44] ⚭ (1786) Antoine Ignace Antoine de Saint-Joseph (1749–1826)[45]
- Rose Lucie Marseille (1764–1784)[46][31]
- Justinien François (1766–1793)[47][31]
- Catherine Honorine (1769–1843)[48][49] ⚭ (1791) Henri Joseph Gabriel Blait de Villeneuve (1748–1815)[50][51]
- Basile (1774–1781)[52][31]
- Bernardine Eugénie Désirée Clary Clary  (* 8. November 1777 in Marseille; † 17. Dezember 1860 in Stockholm) war das jüngste und dreizehnte Kind der Familie. Sie verlobte sich am 21. April 1795 mit Napoleon Bonaparte, die Ehe kam aber nicht zustande die Familie die Verlobung aber nicht unterstützte. Désirée wurde Königin von Schweden und Norwegen, als ihr Ehemann Jean Baptiste Bernadotte zum König Karl XIV. Johann von Schweden (Karl III. Johann von Norwegen) gekrönt wurde. Die Trauung fand am 17. August 1798 in Sceaux-l’Unité statt.[53]